# Nakadžima A4N
Nakadžima A4N (中島A4N) byl palubní stíhací letoun japonského císařského námořního letectva a poslední stíhací dvouplošník projektovaný firmou Nakadžima.
Dokončen byl už v roce 1934, ale kvůli problémům s motorem vstoupil do služby až v roce 1936. V japonském námořnictvu nesl označení palubní stíhací letoun typ 95 (九五式艦上戦闘機; 95 Šiki Kandžó Sentóki). Celkem bylo vyrobeno 221 kusů.

## Specifikace (A4N1)

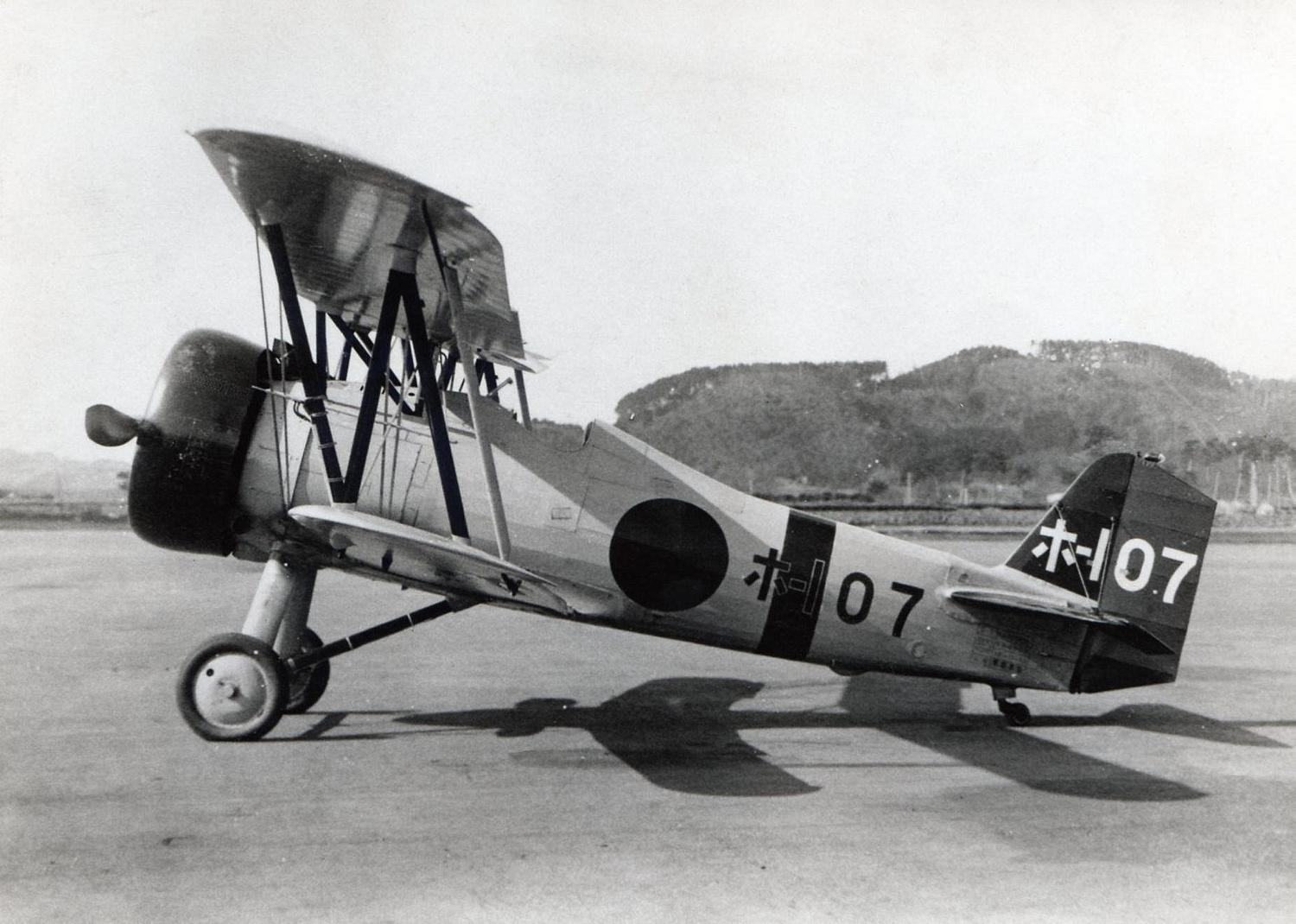
Nakadžima A4N1 ホ-107 z Rjúdžó

### Technické údaje
- Posádka: 1 (pilot)
- Délka: 6,64 m
- Rozpětí: 10,00 m
- Výška: 3,07 m
- Plocha křídel: 22,89 m²
- Prázdná hmotnost: 1 276 kg
- Vzletová hmotnost : kg
- Maximální vzletová hmotnost: 1 760 kg
- Pohonná jednotka: 1× hvězdicový motor Nakadžima Hikari 1
- Výkon pohonné jednotky: 545 kW (730 k)

### Výkony
- Maximální rychlost: 352 km/h
- Cestovní rychlost: 233 km/h
- Dolet: 735 km
- Dostup: 7 740 m
- Stoupavost: 14,3 m/min
- Plošné zatížení: 76,81 kg/m²
- Poměr výkon/hmotnost: kW/kg

### Výzbroj
- 2× pevné kulomety ráže 7,7 mm